# Genté
Genté – miejscowość i gmina we Francji, w regionie Nowa Akwitania, w departamencie Charente.
Według danych na rok 1990 gminę zamieszkiwało 851 osób, a gęstość zaludnienia wynosiła 73 osób/km² (wśród 1467 gmin regionu Poitou-Charentes Genté plasuje się na 361. miejscu pod względem liczby ludności, natomiast pod względem powierzchni na miejscu 747.).